# Daikokuten

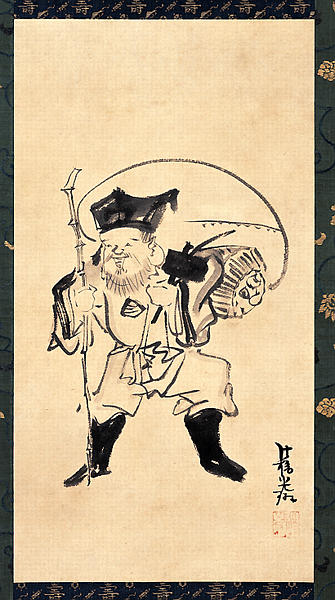
Daikokuten par Ogata Korin (XVIIIe siècle).

Daikokuten (大黒天, Mahakala, du sanskrit « le grand noir »), ou simplement Daikoku, est la divinité japonaise de la richesse, du commerce et des échanges.

## Description
Ebisu et Daikoku sont souvent appariés et représentés sous forme de masques ou de sculptures sur les murs de petites échoppes. Dans sa forme populaire, il est à la fois considéré comme un kami d'Ōkuninushi ou des cuisines dans le syncrétisme shinto/bouddhiste, mais aussi comme la forme paisible de la divinité bouddhiste Mahakala.
Lorsqu’il fut incorporé parmi les sept Divinités du Bonheur, on le représenta comme un homme gras et souriant, assis ou debout sur des sacs de riz symbolisant la richesse, tenant sur son épaule un grand sac contenant la sagesse et la patience. Il tient également dans la main droite une sorte de maillet en bois (uchide no kozuchi) représentant la vertu du travail. Ses fidèles utilisent des maillets semblables, qu’ils agitent afin d’obtenir la richesse.
La forme irritée que l'on retrouve dans le mandala shingon du taizōkai possède six bras, dont deux soulèvent la dépouille d'un éléphant, un autre éventre avec une épée une gazelle, un autre tient par le chevelure un deva. Cette forme rarement représentée hors des cercles fermés du tantrisme japonais, faisait l'objet de rituels liés à la guerre dans le Japon ancien. Il est aussi présent sous sa forme habituelle, dans le mandala créé par Nichiren, le gohonzon associé à Kishimojin (Hārītī en sanscrit).
On le représente parfois au côté de l’ōnamazu, ce gigantesque silure sur lequel repose le Japon.